# Palmópolis
Palmópolis är en kommun i Brasilien.   Den ligger i delstaten Minas Gerais, i den östra delen av landet, 800 km öster om huvudstaden Brasília. Antalet invånare är 6 925.
Omgivningarna runt Palmópolis är huvudsakligen savann. Runt Palmópolis är det ganska glesbefolkat, med 24 invånare per kvadratkilometer.